# 天主教布塔教區
天主教布塔教區（拉丁語：Dioecesis Butana）是剛果民主共和國一個羅馬天主教教區，屬基桑加尼總教區。

## 歷史
教區前身是韋勒宗座監牧區，成立於1889年5月12日，1911年12月18日易名為西韋勒監牧區。1924年4月15日升為代牧區。1926年3月10日易名至今。1959年11月10日升為教區。

## 現況
教區位於東方省中西部，2012年有教友264,000人（佔轄區總人口62.6%）、十六個堂區、十一名司鐸。現任教區主教為若瑟·邦加·巴納。